# Weltraumfunksystem

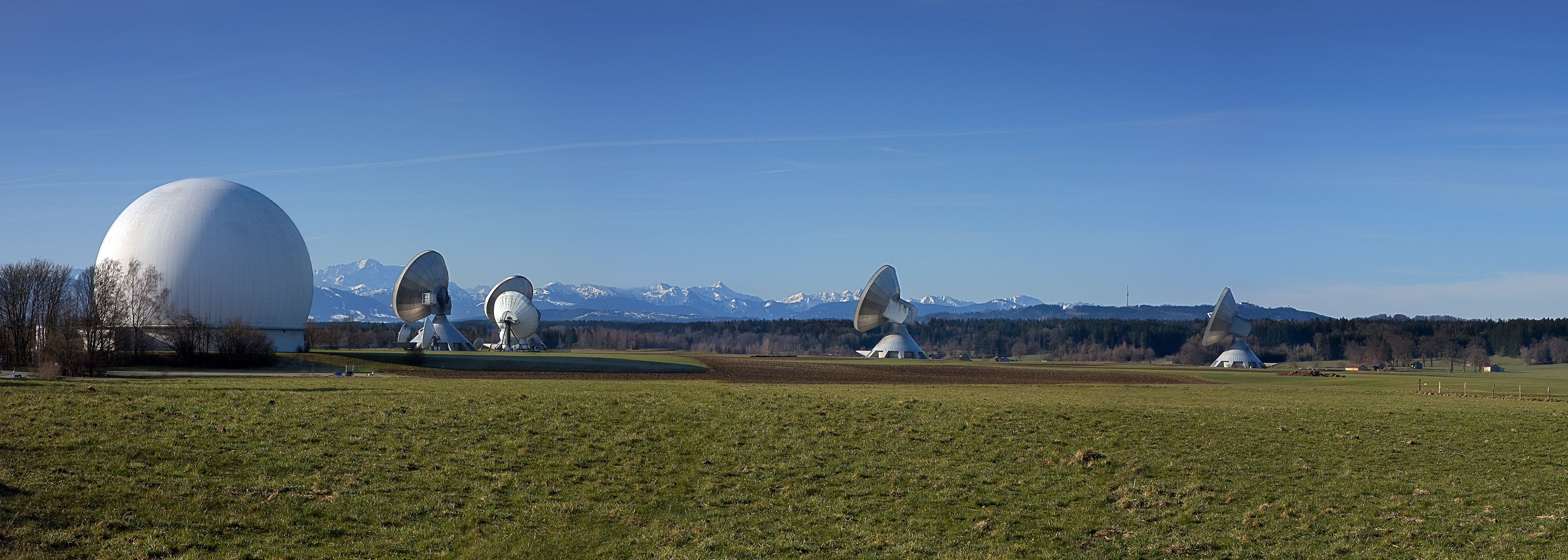
Weltraumfunksystem, hier: Parabolantennen und Radom der Erdfunkstelle Raisting

Weltraumfunksystem (englisch space system) ist – gemäß Definition der VO Funk der  Internationalen Fernmeldeunion – eine Gruppe von Erdfunkstellen und/oder Weltraumfunkstellen, die zusammenwirken, um Weltraumfunkverkehr für bestimmte Zwecke abzuwickeln.